# Мартин, Андрей
Андрей Мартин (словац. Andrej Martin; род. 20 сентября 1989 года) — словацкий профессиональный теннисист; финалист одного юниорского турнира Большого шлема в парном разряде (Уимблдон-2006).

## Общая биография
Родителей Андрея зовут Юдрич и Анна, он один из пяти детей в семье: у него есть сестры Катарина и Люция и два брата — Патрик и Питер.
В 10 лет Андрей занимался пятью видами спорта и его признанию выбрал теннис, потому что в него играли его друзья.
Любимая поверхность — грунт; любимый турнир — Умаг. Любимым теннисистом в детстве был Ллейтон Хьюитт. Имеет прозвище — Андрос (англ. Andros).

## Спортивная карьера
На юниорском этапе карьеры с 2005 по 2007 год Мартин смог выиграть несколько парных титулов и подняться максимально на восьмую позицию рейтинга в Юниорском туре ITF. На юношеских турнирах серии Большого шлема в одиночном разряде он один раз сыграл в четвертьфинале (на Ролан Гаррос 2006 года), а в парном вышел в финал Уимблдона 2006 года совместно с Мартином Клижаном и полуфинал на Ролан Гаррос-2007 в паре с Аляжем Бедене.
С 2005 года словак стал появляться на взрослых турнирах, а полноценный переход с юниоров начал в 2007 году. Первые титулы в младшей серии «фьючерс» удалось выиграть в 2009 году (два одиночных и три парных). В 2010 году он выиграл ещё по три одиночных и парных «фьючерса», а также в августе в Узбекистане первый турнир серии «челленджер». В том году Мартин поднялся в топ-200 и имел возможность играть в квалификации на турниры основного тура. В октябре он успешно прошёл отбор на первый в карьере турнир ATP-тура — в Вене, где проиграл в первом же раунде.
В 2011 году произошёл некоторый спад и в начале 2012 года Мартин на время опустился за пределы топ-400 мирового рейтинга. Затем он по ходу сезона смог вернуться примерно на тот же уровень, подойдя вплотную к топ-200 и победив в сезоне на пяти одиночных и двух парных «фьючерсах». С 2013 года Мартин закрепляется на уровне игр и выигрышей в серии «челленджер». В феврале он победил на парном «челленджере» в Италии (с Каролем Беком), а затем по ходу сезона выиграл два аналогичных приза в одиночном разряде (в Мексике и Италии) и ещё дважды играл в финалах. В августе в качестве лаки-лузера сыграл на дебютном взрослом Большом шлеме в основной сетке — Открытом чемпионате США, где в первом раунде проиграл Михаилу Кукушкину. В том же году он получил первый вызов в сборную Словакии на матчи Кубка Дэвиса и в дальнейшем приглашался играть за свою страну регулярно.
В 2014 году Мартин выиграл один «челленджер» в одиночках и два в парном разряде. В 2015 году он добавил к этому ещё два одиночных титула на «челленджерах», а в парах смог взять сразу шесть «челленджеров», войдя к концу сезона в топ-100 парного рейтинга. В 2016 году он сыграл удачно для себя на Открытом чемпионате Франции, попав на него как лаки-лузер. В первом круге он победил Даниэля Муньоса де ла Нава, а затем 29-го сеянного Люку Пуйя, впервые пройдя в третий раунд Большого шлема, где проиграл 8-му сеянному Милошу Раоничу. В июле 2016 года Мартин достиг первого финала в Мировом туре. В Умаге на своём пути он победил Мартина Клижана, Жуана Соузу, Карлоса Берлока и Сергея Стаховского. В финале же проиграл итальянцу Фабио Фоньини. Это позволило словаку на неделю войти в топ-100 одиночного рейтинга. Позже этим же летом Мартин участвовал в летних Олимпийских играх 2016 года. После комфортной победы над Денисом Кудлой в первом раунде, Мартин, сразу же попал в третий раунд, так как соперник Филипп Кольшрайбер снялся с турнира. Тем не менее, Мартин был тогда разгромлен четвёртым сеянным Кэем Нисикори (2-6, 2-6) и покинул Олимпиаду. В парном разряде в альянсе с Игорем Зеленаем он проиграл ещё раньше (в первом раунде).
В 2017 году Мартин выиграл два «челленджера». В феврале 2018 года на турнире в Кито на грунте Андрей Мартин, начав с квалификации, сумел добраться до полуфинала, в котором уступил испанцу Роберто Карбальесу Баэна, также участнику квалификации. По пути во втором раунде он одержал единственную в карьере победу над теннисистом из топ-10, переиграв № 10 в мире Пабло Карреньо Бусту (6-4, 6-2). В августе был выигран «челленджер» в Чехии. В 2019 году он победил на трёх «челленджерах» (один в Китае и два в Казахстане).
В феврале 2020 года Мартин на турнире в Кордове, куда Мартин приехал в статус игрока первой сотни, смог пройти в полуфинал. Этот результат позволил словаку подняться на самую высокую в карьере — 93-ю позицию рейтинга. На Открытом чемпионате США он сыграл свой третий Большой шлем в основе и проиграл в первом раунде Алексу де Минору. На, игравшемся осенью, Ролан Гаррос он прошёл во второй раунд.
На дебютном в основе Открытом чемпионате Австралии 2021 года Мартин проиграл в первом раунде. В марте он сыграл в отборочных раундах Кубка Дэвиса. Всего с 2013 по 2021 год словак сыграл за сборную 19 матчей (11 из них в одиночном разряде) и выиграл 8 раз (5 побед в одиночках). В мае через квалификацию удалось отобраться на турнир в Белграде, где он сразился с первой ракеткой мира и даже выиграл второй сет, однако общий успех был за сербом (6-1, 4-6, 6-0). После этого Мартин сыграл на Ролан Гаррос, но выбыл в первом раунде (поражение от Райли Опелка). В феврале 2022 года словак сыграл в парном финале турнира в Кордове в команде с Тристаном-Самуэлем Вайссборном.
В начале августа 2022 года стало известно, что Мартин сдал положительную допинг-пробу 7 июня во время «челленджера» в Словакии. В апреле 2023 года он был дисквалифицирован на 14 месяцев за применение вещества остарин. До этого Мартин не играл теннисные турниры с июля 2022 года, однако он нарушил антидопинговые правила, выступая на соревнованиях по флорболу и триатлону и поэтому дисквалификация началась с 5 апреля 2023 года.

## Рейтинг на конец года
| Год  | Одиночный рейтинг | Парный рейтинг |
| 2022 | 444               | 167            |
| 2021 | 116               | 220            |
| 2020 | 101               | 397            |
| 2019 | 107               | 361            |
| 2018 | 183               | 171            |
| 2017 | 160               | 704            |
| 2016 | 137               | 82             |
| 2015 | 146               | 92             |
| 2014 | 179               | 269            |
| 2013 | 128               | 312            |
| 2012 | 203               | 371            |
| 2011 | 309               | 383            |
| 2010 | 177               | 370            |
| 2009 | 423               | 458            |
| 2008 | 507               | 620            |
| 2007 | 1 299             | 923            |

## Выступления на турнирах

### Финалы турнировATPв одиночном разряде (1)

#### Поражения (1)
| Легенда                    |
| -------------------------- |
| Турниры Большого шлема (0) |
| Итоговый турнир ATP (0)    |
| ATP Мастерс 1000 (0)       |
| АТР 500 (0)                |
| АТР 250 (0)                |

| Титулы по покрытиям | Титулы по месту проведения матчей турнира |
| ------------------- | ----------------------------------------- |
| Хард (0)            | Зал (0)                                   |
| Грунт (4)           | Зал (0)                                   |
| Трава (0)           | Открытый воздух (0)                       |
| Ковёр (0)           | Открытый воздух (0)                       |

| №  | Дата         | Турнир         | Покрытие | Соперник в финале | Счёт    |
| 1. | 24 июля 2016 | Умаг, Хорватия | Грунт    | Фабио Фоньини     | 4-6 1-6 |

### Финалы челленджеров и фьючерсов в одиночном разряде (34)

#### Победы (22)
| Условные обозначения |
| Челленджеры (12+15)* |
| Фьючерсы (10+8)      |

| Титулы по покрытиям | Титулы по месту проведения матчей турнира |
| ------------------- | ----------------------------------------- |
| Хард (5+6)*         | Зал (2+5)                                 |
| Грунт (17+15)       | Зал (2+5)                                 |
| Трава (0)           | Открытый воздух (20+18)                   |
| Ковёр (0+2)         | Открытый воздух (20+18)                   |

* количество побед в одиночном разряде + количество побед в парном разряде.
| №   | Дата            | Турнир                            | Покрытие    | Соперник в финале        | Счёт           |
| 1.  | 31 мая 2009     | Домжале, Словения                 | Грунт       | Душан Лойда              | 6-3 5-7 7-6(5) |
| 2.  | 26 июля 2009    | Крамзах, Австрия                  | Грунт       | Янеж Семраич             | 4-6 6-3 6-4    |
| 3.  | 31 января 2010  | Эйлат, Израиль                    | Хард        | Тодд Пол                 | 6-2 6-2        |
| 4.  | 7 февраля 2010  | Эйлат, Израиль                    | Хард        | Чжан Цзэ                 | 6-1 6-1        |
| 5.  | 21 марта 2010   | Бат, Великобритания               | Хард (зал)  | Игорь Сейслинг           | 2-6 6-2 7-6(4) |
| 6.  | 15 августа 2010 | Самарканд, Узбекистан             | Грунт       | Марек Семян              | 6-4 7-5        |
| 7.  | 11 марта 2012   | Фару, Португалия                  | Хард        | Даниэль Сметхёрст        | 6-2 6-2        |
| 8.  | 27 мая 2012     | Яблонец-над-Нисоу, Чехия          | Грунт       | Ярослав Поспишил         | 6-4 6-2        |
| 9.  | 5 августа 2012  | Пьештяни, Словакия                | Грунт       | Милослав Мечирж          | 1-6 7-6(5) 6-1 |
| 10. | 14 октября 2012 | Солин, Хорватия                   | Грунт       | Ярослав Поспишил         | 6-2 6-2        |
| 11. | 21 октября 2012 | Дубровник, Хорватия               | Грунт       | Душан Лойда              | 7-5 3-6 6-1    |
| 12. | 21 апреля 2013  | Мехико, Мексика                   | Хард        | Адриан Маннарино         | 4-6 6-4 6-1    |
| 13. | 14 июля 2013    | Сан-Бенедетто-дель-Тронто, Италия | Грунт       | Жуан Соуза               | 6-4 6-3        |
| 14. | 3 августа 2014  | Либерец, Чехия                    | Грунт       | Орасио Себальос          | 1-6 6-1 6-4    |
| 15. | 5 июля 2015     | Падуя, Италия                     | Грунт       | Альберт Монтаньес        | 0-6 6-4 7-6(6) |
| 16. | 2 августа 2015  | Биелла, Италия                    | Грунт       | Николас Кикер            | 6-4 6-2        |
| 17. | 16 апреля 2017  | Сан-Луис-Потоси, Мексика          | Грунт       | Адриан Менендес Масейрас | 7-5 6-4        |
| 18. | 30 июля 2017    | Прага, Чехия                      | Грунт       | Янник Маден              | 7-6(3) 6-3     |
| 19. | 5 августа 2018  | Либерец, Чехия                    | Грунт       | Педру Соуза              | 6-1 6-2        |
| 20. | 28 апреля 2019  | Наньчан, Китай                    | Грунт (зал) | Джордан Томпсон          | 6-4 1-6 6-3    |
| 21. | 12 мая 2019     | Шымкент, Казахстан                | Грунт       | Дмитрий Попко            | 5-7 6-4 6-4    |
| 22. | 16 июня 2019    | Шымкент, Казахстан                | Грунт       | Стефано Травалья         | 6-4 6-4        |

#### Поражения (12)
| №   | Дата            | Турнир               | Покрытие | Соперник в финале   | Счёт        |
| 1.  | 1 июня 2008     | Карловы Вары, Чехия  | Грунт    | Михал Табара        | 4-6 2-6     |
| 2.  | 17 августа 2008 | Пьештяни, Словакия   | Грунт    | Душан Лойда         | 1-6 3-6     |
| 3.  | 12 июля 2009    | Фанданс, Австрия     | Грунт    | Йоханнес Агер       | 2-6 0-6     |
| 4.  | 18 марта 2012   | Умаг, Хорватия       | Грунт    | Марко Чеккинато     | 3-6 4-6     |
| 5.  | 6 января 2013   | Нумеа, Франция       | Хард     | Адриан Маннарино    | 4-6 3-6     |
| 6.  | 23 июня 2013    | Милан, Италия        | Грунт    | Филиппо Воландри    | 3-6 2-6     |
| 7.  | 9 августа 2015  | Либерец, Чехия       | Грунт    | Тобиас Камке        | 6-7(6) 4-6  |
| 8.  | 1 ноября 2015   | Лима, Перу           | Грунт    | Гаштан Элиаш        | 2-6 6-7(4)  |
| 9.  | 25 августа 2019 | Тоди, Италия         | Грунт    | Андреа Кольярини    | 3-6 1-6     |
| 10. | 1 сентября 2019 | Комо, Италия         | Грунт    | Факундо Мена        | 6-2 4-6 1-6 |
| 11. | 22 ноября 2020  | Гуаякиль, Эквадор    | Грунт    | Франсиско Серундоло | 4-6 6-3 2-6 |
| 12. | 15 мая 2022     | Хайльбронн, Германия | Грунт    | Даниэль Альтмайер   | 6-3 1-6 4-6 |

### Финалы турнировATPв парном разряде (1)

#### Поражения (1)
| №  | Дата           | Турнир             | Покрытие | Партнёр                   | Соперники в финале                | Счёт    |
| 1. | 6 февраля 2022 | Кордова, Аргентина | Грунт    | Тристан-Самуэль Вайссборн | Сантьяго Гонсалес Андрес Мольтени | 5-7 3-6 |

### Финалы челленджеров и фьючерсов в парном разряде (39)

#### Победы (23)
| №   | Дата             | Турнир                          | Покрытие    | Партнёр                   | Соперники в финале                                  | Счёт               |
| 1.  | 25 января 2009   | Зальцбург, Австрия              | Ковёр (зал) | Аляж Бедене               | Геральд Мельцер Николас Райзиг                      | 6-3 6-2            |
| 2.  | 18 октября 2009  | Каир, Египет                    | Грунт       | Ярослав Поспишил          | Геро Кречмер Александр Флок                         | 3-6 6-2 [10-6]     |
| 3.  | 29 ноября 2009   | Опава, Чехия                    | Ковёр (зал) | Роман Ебавый              | Ярослав Поспишил Павел Шнобель                      | 7-6(2) 6-4         |
| 4.  | 31 января 2010   | Эйлат, Израиль                  | Хард        | Милослав Мечирж           | У Ди Чжан Цзэ                                       | 6-2 6-3            |
| 5.  | 14 марта 2010    | Типтон, Великобритания          | Хард (зал)  | Камил Чапкович            | Людовик Вальтер Оливье Шарруа                       | 6-0 6-2            |
| 6.  | 21 марта 2010    | Бат, Великобритания             | Хард (зал)  | Камил Чапкович            | Тим Брэдшоу Джон Миллман                            | 7-6(1) 6-3         |
| 7.  | 11 марта 2012    | Фару, Португалия                | Хард        | Адриан Сикора             | Уго Деллиен Федерико Себальос                       | 6-1 6-2            |
| 8.  | 18 марта 2012    | Умаг, Хорватия                  | Грунт       | Роман Ебавый              | Марин Драганя Дино Марцан                           | 6-3 7-5            |
| 9.  | 10 февраля 2013  | Бергамо, Италия                 | Хард (зал)  | Кароль Бек                | Амир Вайнтрауб Клаудио Грасси                       | 6-3 3-6 [10-8]     |
| 10. | 23 февраля 2014  | Куэрнавака, Мексика             | Хард        | Геральд Мельцер           | Алехандро Морено Фигероа Мигель Анхель Рейес Варела | 6-2 6-4            |
| 11. | 1 июня 2014      | Виченца, Италия                 | Грунт       | Игорь Зеленай             | Блажей Конюш Матеуш Ковальчик                       | 6-1 7-5            |
| 12. | 3 мая 2015       | Острава, Чехия                  | Грунт       | Ханс Подлипник Кастильо   | Роман Ебавый Ян Сатрал                              | 4-6 7-5 [10-1]     |
| 13. | 2 августа 2015   | Биелла, Италия                  | Грунт       | Ханс Подлипник Кастильо   | Александру-Даниэль Карпен Дино Марцан               | 7-5 1-6 [10-8]     |
| 14. | 9 августа 2015   | Либерец, Чехия                  | Грунт       | Ханс Подлипник Кастильо   | Уэсли Колхоф Матве Мидделкоп                        | 7-5 6-7(3) [10-5]  |
| 15. | 23 августа 2015  | Корденонс, Италия               | Грунт       | Игорь Зеленай             | Дино Марцан Антонио Шанчич                          | 6-4 5-7 [10-8]     |
| 16. | 1 ноября 2015    | Лима, Перу                      | Грунт       | Ханс Подлипник Кастильо   | Рожериу Дутра да Силва Жуан Соуза                   | 6-3 6-4            |
| 17. | 22 ноября 2015   | Монтевидео, Уругвай             | Грунт       | Ханс Подлипник Кастильо   | Марсело Демолинер Гаштан Элиаш                      | 6-4 3-6 [10-6]     |
| 18. | 24 апреля 2016   | Турин, Италия                   | Грунт       | Ханс Подлипник Кастильо   | Рамиз Джунейд Матеуш Ковальчик                      | 4-6 7-6(3) [12-10] |
| 19. | 4 сентября 2016  | Комо, Италия                    | Грунт       | Роман Ебавый              | Нильс Лангер Геральд Мельцер                        | 3-6 6-1 [10-5]     |
| 20. | 16 октября 2016  | Касабланка, Марокко             | Грунт       | Роман Ебавый              | Дино Марцан Антонио Шанчич                          | 6-4 6-2            |
| 21. | 16 сентября 2018 | Баня-Лука, Босния и Герцеговина | Грунт       | Ханс Подлипник Кастильо   | Лауринас Григелис Алессандро Мотти                  | 7-5 4-6 [10-7]     |
| 22. | 9 июня 2019      | Алма-Ата, Казахстан             | Грунт       | Ханс Подлипник Кастильо   | Андрей Василевский Гонсалу Оливейра                 | 7-6(4) 3-6 [10-8]  |
| 23. | 24 октября 2021  | Лошинь, Хорватия                | Грунт       | Тристан-Самуэль Вайссборн | Виктор Влад Корня Эрги Киркин                       | 6-1 7-6(5)         |

#### Поражения (16)
| №   | Дата             | Турнир                           | Покрытие    | Партнёр                   | Соперники в финале              | Счёт              |
| 1.  | 12 августа 2007  | Жилина, Словакия                 | Грунт       | Адриан Сикора             | Филип Земан Якуб Чех            | 7-6(3) 6-7(4) 3-6 |
| 2.  | 25 ноября 2007   | Киш, Иран                        | Грунт       | Марек Семян               | Аттила Балаж Дьёрдь Балаж       | 3-6 6-7(6)        |
| 3.  | 1 июня 2008      | Карловы Вары, Чехия              | Грунт       | Милослав Мечирж           | Корнель Бардоцки Мартин Вацек   | Без игры          |
| 4.  | 7 февраля 2010   | Эйлат, Израиль                   | Хард        | Милослав Мечирж           | Кори Парр Тодд Пол              | 6-3 3-6 [5-10]    |
| 5.  | 14 октября 2012  | Солин, Хорватия                  | Грунт       | Ярослав Поспишил          | Мате Делич Томислав Драганя     | 3-6 6-4 [9-11]    |
| 6.  | 13 сентября 2015 | Сен-Реми-де-Прованс, Франция     | Хард        | Игорь Зеленай             | Кен Скупски Нил Скупски         | 4-6 1-6           |
| 7.  | 25 октября 2015  | Сантьяго, Чили                   | Грунт       | Ханс Подлипник Кастильо   | Максимо Гонсалес Гильермо Дуран | 6-7(2) 5-7        |
| 8.  | 5 июня 2016      | Фюрт, Германия                   | Грунт       | Тристан-Самуэль Вайссборн | Факундо Аргуэльо Роберто Майтин | 3-6 4-6           |
| 9.  | 19 июня 2016     | Попрад, Словакия                 | Грунт       | Лукаш Длоуги              | Ариэль Беар Андрей Голубев      | 2-6 7-5 [5-10]    |
| 10. | 31 июля 2016     | Бьелла, Италия                   | Грунт       | Ханс Подлипник Кастильо   | Андре Бегеман Леандер Паес      | 4-6 4-6           |
| 11. | 9 октября 2016   | Мохаммедия, Марокко              | Грунт       | Роман Ебавый              | Дино Марцан Антонио Шанчич      | 6-7(3) 4-6        |
| 12. | 6 ноября 2016    | Эккенталь, Германия              | Ковёр (зал) | Роман Ебавый              | Кевин Кравиц Альбано Оливетти   | 7-6(8) 4-6 [7-10] |
| 13. | 19 августа 2018  | Корденонс, Италия                | Грунт       | Даниэль Муньос де ла Нава | Игорь Зеленай Денис Молчанов    | 6-3 3-6 [9-11]    |
| 14. | 12 декабря 2021  | Мая, Португалия                  | Грунт       | Гонсалу Оливейра          | Нуну Боржес Франсишку Кабрал    | 3-6 4-6           |
| 15. | 30 января 2022   | Санта-Крус-де-ла-Сьерра, Боливия | Грунт       | Тристан-Самуэль Вайссборн | Диего Идальго Кристиан Родригес | 6-4 3-6 [8-10]    |
| 16. | 5 июня 2022      | Простеёв, Чехия                  | Грунт       | Роман Ебавый              | Юки Бхамбри Сакет Минени        | 3-6 5-7           |